# Maintenance tertiaire
 (juin 2015).
Si vous disposez d'ouvrages ou d'articles de référence ou si vous connaissez des sites web de qualité traitant du thème abordé ici, merci de compléter l'article en donnant les références utiles à sa vérifiabilité et en les liant à la section « Notes et références ».
La maintenance tertiaire consiste à l'ensemble des opérations visant à maintenir en conditions optimales les équipements contenus dans les bâtiments autres qu'agricoles (secteur primaire) et productifs (secteur secondaire). Elle concerne entre autres un champ d'activité  qui va du commerce à l'administration, en passant par les transports, les activités financières et immobilières, les services aux entreprises et services aux particuliers, l'éducation, la santé et l'action sociale. Les terminologies techniques sont les mêmes que celles employées en maintenance industrielle.

## Objectifs
La maintenance des bâtiments a, au moins, quatre objectifs à satisfaire :
- effectuer des opérations à caractère réglementaire dans le cadre de la sécurité des biens et  des personnes ;
- prolonger la durée de vie des équipements à un coût optimal ;
- maintenir l’efficacité énergétique des équipements ;
- assurer un confort prévu par le bâtiment aux usagers.

La maintenance réglementaire a un échéancier fixe avec généralement un enregistrement  des opérations effectuées dans  un document officiel.
La maintenance préventive destinée à  prolonger la durée de vie des équipements  et à maintenir l’efficacité énergétique  fait appel à des opérations préétablies selon un échéancier calendaire ou plus rarement suivant le degré d’usage du bien. La maintenance corrective qui survient lors de la défaillance subite d’un équipement  doit se faire à un coût optimal et sa fréquence se  maintenir à un niveau acceptable pour l’usager.
Le maintien de l’efficacité énergétique s’effectue elle aussi par des opérations préétablies. Elles consistent souvent à du nettoyage et  à des opérations de vérification de paramètres  et de régulation. Elles sont souvent imbriquées dans les opérations de maintenance préventive.
Le confort des usagers est assuré  par la disponibilité, le réglage et la vérification du bon fonctionnement des automatismes et des régulations.

## Corps de métier
Les corps de métier de la maintenance tertiaire sont issus généralement des lots techniques des entreprises d’installation.  C’est pourquoi on retrouve les lots courants faibles, courants forts, ascenseurs, chauffage climatisation, plomberie.  Ce n’est pas axiome, c’est pourquoi, il est souvent inclus le lot couverture pour l’étanchéité terrasse et parfois le lot menuiserie dans la maintenance tertiaire. 
La maintenance multiservice inclut elle généralement la maintenance tertiaire le gardiennage, le nettoyage des locaux et des façades, la réception, les espaces verts et parfois la restauration voire la logistique véhicule.
Il faut aussi faire la différence entre le contrôle réglementaire qui est effectué par une entreprise agréée par l’état, telle que Véritas, Apave, Socotec, et la maintenance réglementaire qui peut être effectuée par des entreprises de maintenance suivant les règles de l’art. Bien souvent les contrôles réglementaires portent sur les maintenances réglementaires.
Voici les corps de métier couramment englobés par la maintenance tertiaire : détection incendie DI, alarme anti-intrusion AI, contrôle d'accès CA, Sonorisation SON, Voix données informatique VDI, Téléphone standard Pabx, Ascenseur Asc, groupe électrogène GE, onduleur OND, Eclairage intérieur CF, Eclairage extérieur CF, Eclairage de sécurité CF, portail motorisé CF, distribution électrique CF, Photovoltaïque, plomberie POM, évacuation eau pluviale EP, sprinkler SPK, Extincteur robinet incendie RIA, eau chaude ECS, chauffage CVC, climatisation CVC, Système de sécurité incendie (partie clim) SSI, Etanchéité terrasse, station de relevage et de traitement d'eau..

## Exploitation et Maintenance tertiaire
L'exploitation et la maintenance tertiaire sont très proches. Ce qui  les distingue sur le plan pratique sont des termes langages et des contrats différents. Sur le plan juridique, généralement l'exploitation a une obligation de résultat et la maintenance une obligation de moyens. L'exploitation a souvent une composante axée sur une gestion du combustible. Ainsi le terme P1 indique la partie du contrat axée sur la gestion du combustible, la partie P2 sur la maintenance préventive et corrective, la partie P3 est la garantie totale  sur une durée donnée (tout le matériel à remplacer est inclus dans le contrat quel qu'en soit le montant).